# Agromyza isolata
Agromyza isolata är en tvåvingeart som beskrevs av Malloch 1913. Agromyza isolata ingår i släktet Agromyza och familjen minerarflugor. Inga underarter finns listade i Catalogue of Life.